# Bernt Schnettler
Bernt Schnettler (* 28. Februar 1967) ist ein deutscher Soziologe. Bekannt ist er für seine Beiträge im Bereich der Religionssoziologie, der Wissenssoziologie sowie der Methodologie der Qualitativen Sozialforschung, insbesondere in der von ihm mitentwickelten Videographie. Er ist Professor für Kultur- und Religionssoziologie an der Universität Bayreuth.

## Akademischer Werdegang
Bernt Schnettler studierte Soziologie und Psychologie in Konstanz sowie Hispanistik und Philosophie in Madrid. Er war wissenschaftlicher Assistent an der TU Berlin, wo er 2004 mit einer qualitativen Studie zu Zukunftsvisionen promoviert wurde. Von 2004 bis 2009 war er wissenschaftlicher Assistent bei Hubert Knoblauch am Lehrstuhl für Theorien moderner Gesellschaften an der TU Berlin. Von 2008 bis 2009 war Bernt Schnettler Profesor visitante an der UCM Madrid. Seit März 2009 ist Bernt Schnettler Inhaber des Lehrstuhls für Kultur- und Religionssoziologie der Universität Bayreuth. Zudem war Bernt Schnettler Lehrbeauftragter an den Universitäten in St. Gallen, Luzern sowie an der UCM Madrid, der UAM Mexiko-Stadt, der UABC Mexicali, UPR Puerto Rico und der NTNU Trondheim.

## Forschungsschwerpunkte
Zu seinen Forschungsschwerpunkten zählen u. a. die Religionssoziologie, die Wissenssoziologie, sowie die Methoden interpretativer Sozialforschung. Seine Forschungsarbeiten befassen sich dabei unter anderem mit Nahtoderfahrungen, Zukunftsvisionen, der gesellschaftlichen Kommunikation von Wissen in PowerPoint-Präsentationen oder zu der performativen Dimension migrantischen Wissens. In einem aktuellen Forschungsprojekten befasst Schnettler sich mit der Erforschung der Wiedereingliederung ehemaliger Mitglieder der FARC-Guerilla in Kolumbien in den Demobilisierungszonen. Außerdem entwickelt er derzeit in einem Kooperationsprojekt des Lehrstuhls für Kultur- und Religionssoziologie der Universität Bayreuth mit dem Forschungsteam um Hubert Knoblauch an der TU Berlin eine Forschungsdateninfrastruktur für audiovisuelle Daten der Qualitativen Sozialforschung.

## Sonstige Tätigkeiten
Bernt Schnettler ist Herausgeber der Reihe Klassiker der Wissenssoziologie, die Analysen und Entwürfe der Wissenssoziologie für aktuelle Debatten zugänglich macht. Sie führt in die Werke von Wissenschaftlern ein, die für eine Soziologie des Wissens heute in einem breit verstandenen Sinn von besonderer Relevanz sind. Er ist Mitbegründer des interdisziplinären Promotionsprogramms Kommunikative Konstruktion von Wissen. Sowohl national wie auch international wirkt Schnettler in einer Vielzahl unterschiedlicher wissenschaftlicher Vereinigungen mit: bis 2017 war er im Vorstand der Sektion Wissenssoziologie der Deutschen Gesellschaft für Soziologie, hat seit 2007 verschiedene leitende Positionen des ESA Research Network Qualitative Methods eingenommen und ist Mitglied des comité editorial des Cinta de Moebio - Revista de Epistemología de Ciencias Sociales in Chile. Zudem ist Bernt Schnettler Fachgutachter verschiedener Fachzeitschriften in englischer, deutscher und spanischer Sprache. Hierzu zählen auszugsweise die Zeitschrift für Soziologie, Sozialer Sinn, Soziale Welt, FQS Forum Qualitative Sozialforschung/Forum Qualitative Research, Symbolic Interaction, Human Studies, Revista Culturales.

## Publikationen
- zusammen mit Hubert Knoblauch und Jürgen Raab (Hrsg.): Thomas Luckmann. Wissen und Gesellschaft. Ausgewählte Aufsätze 1981–2002, Konstanz, UVK, 2002, ISBN 978-3-7445-1779-9.
- Zukunftsvisionen. Transzendenzerfahrung und soziale Wirklichkeit. UVK, Konstanz 2004, ISBN 3-89669-730-7.
- zusammen mit Jörg Strübing (Hrsg.): Methodologie interpretativer Sozialforschung. Klassische Grundlagentexte, Konstanz, UVK/UTB, 2004, ISBN 978-3-8252-2513-1.
- zusammen mit Hubert Knoblauch und Christine Leuenberger (Hrsg.): Erving Goffman: Rede-Weisen. Formen der Kommunikation in sozialen Situationen, Konstanz, UVK, 2005, ISBN 978-3-89669-535-2.
- Thomas Luckmann. Klassiker der Wissenssoziologie Bd.1. UVK, Konstanz 2006, ISBN 978-3-89669-545-1.
- zusammen mit Hubert Knoblauch, Jürgen Raab und Hans-Georg Soeffner (Hrsg.): Video Analysis: Methodologie and Methods.Qualitative Audiovisual Data Analysis in Sociology, Frankfurt am Main u. a., Peter Lang, 2006, ISBN 978-3-653-02667-2.
- zusammen mit Hubert Knoblauch (Hrsg.): Powerpoint-Präsentationen: Neue Formen der gesellschaftlichen Kommunikation von Wissen, Konstanz, UVK, 2007, ISBN 978-3-86764-030-5
- zusammen mit Jürgen Raab, Michaela Pfadenhauer, Peter Stegmaier und Jochen Dreher (Hrsg.): Phänomenologie und Soziologie. Theoretische Positionen, aktuelle Problemfelder und empirische Umsetzung, Wiesbaden: Springer VS-Verlag, 2008, ISBN 978-3-531-91037-6.
- zusammen mit Michaela Pfadenhauer (Hrsg.): Peter Berger: Einladung zur Soziologie. Eine humanistische Perspektive, Konstanz, UVK, 2011, ISBN 978-3-8252-3495-9.
- zusammen mit René Tuma und Hubert Knoblauch (Hrsg.): Videographie: Einführung in die interpretative Videoanalyse sozialer Situationen, Springer, Wiesbaden 2013, ISBN 978-3-531-18732-7.
- zusammen mit René Tuma und Hubert Knoblauch (Hrsg.): Videography. Introduction to Interpretive Video Analysis of Social Situations, Peter Lang, New York 2015, ISBN 978-3-631-63631-2.
- zusammen mit René Tuma, Dirk vom Lehn, Boris Traue und Thomas S. Eberle (Hrsg.): Kleines Al(e)habet des Kommunikativen Konstruktivismus: Fundus Omnium Communicativum. Hubert Knoblauch zum 60. Geburtstag, Wiesbaden, Springer, 2019, ISBN 978-3-658-24957-1.
- zusammen mit Thorsten Szydlik und Helen Pach (Hrsg.): Religiöse Kommunikation und weltanschauliches Wissen. Kommunikative Konstruktionen unabweisbarer Gewissheiten und ihre gesellschaftlichen Wirkungen, Wiesbaden, Springer, 2020, ISBN 978-3-658-21785-3.